# 1534 au Canada
Pour un article plus général, voir Chronologie du Canada.
Cet article traite des événements qui se sont produits durant l'année 1534 au Canada.

## Événements
Revendication de la découverte du Canada en 1534 par l'explorateur français Jacques Cartier, qui jeta l'ancre en Gaspésie.